# ITL MARS一體化紅點鏡
ITL MARS（英語：International Technologies Lasers  Multi-purpose Aiming Reflex Sight，意為：国际科技激光公司多用途观瞄反射式瞄準具）是一種由總部設在以色列的国际科技激光公司（International Technologies Lasers）研製及生產的槍械瞄準裝置，它結合了兩種瞄準功能，反射式瞄准镜及雷射瞄準器，以及後備機械瞄具（初期型）。

## 歷史
目前已經確定已經有一部份的部隊購買了這款瞄准镜，其中包括美國軍隊採用可安裝於M16系列步槍以上使用的型號、以色列國防軍的IMI塔沃爾和IWI塔沃爾X95系列步槍（最初是為其研製的專用瞄準具）、印度英薩斯突擊步槍（在本土特許生產，命名為「猛禽瞄準鏡」），以及其他商業客戶。

## 設計
其外型和「Ｌ」字相似，視乎型號可發射可見光和／或红外线兩種雷射，此外還可藉由外置式压力開關啟動。
MARS分為三種型號，其中一種所發射的雷射為可見光，另一種則為紅外光，還有一種可選擇可見光或紅外光。任何一種MARS的紅點分劃都具有三個亮度檔和一個紅外檔可選，而且任何一種都可以串列安裝ITL Mini N/SEAS夜視鏡。早期型MARS頂部具有後備三點式機械瞄具，夜晚能提供氚氣發光點，這後備機械瞄具只可作粗略瞄準，但在近戰中應急還有效。但後來的型號都取消了這後備瞄具。
該瞄準鏡重不足400克，尺寸為48×75×132毫米，使用一顆1.5伏特的AA電池供電。

## 圖集

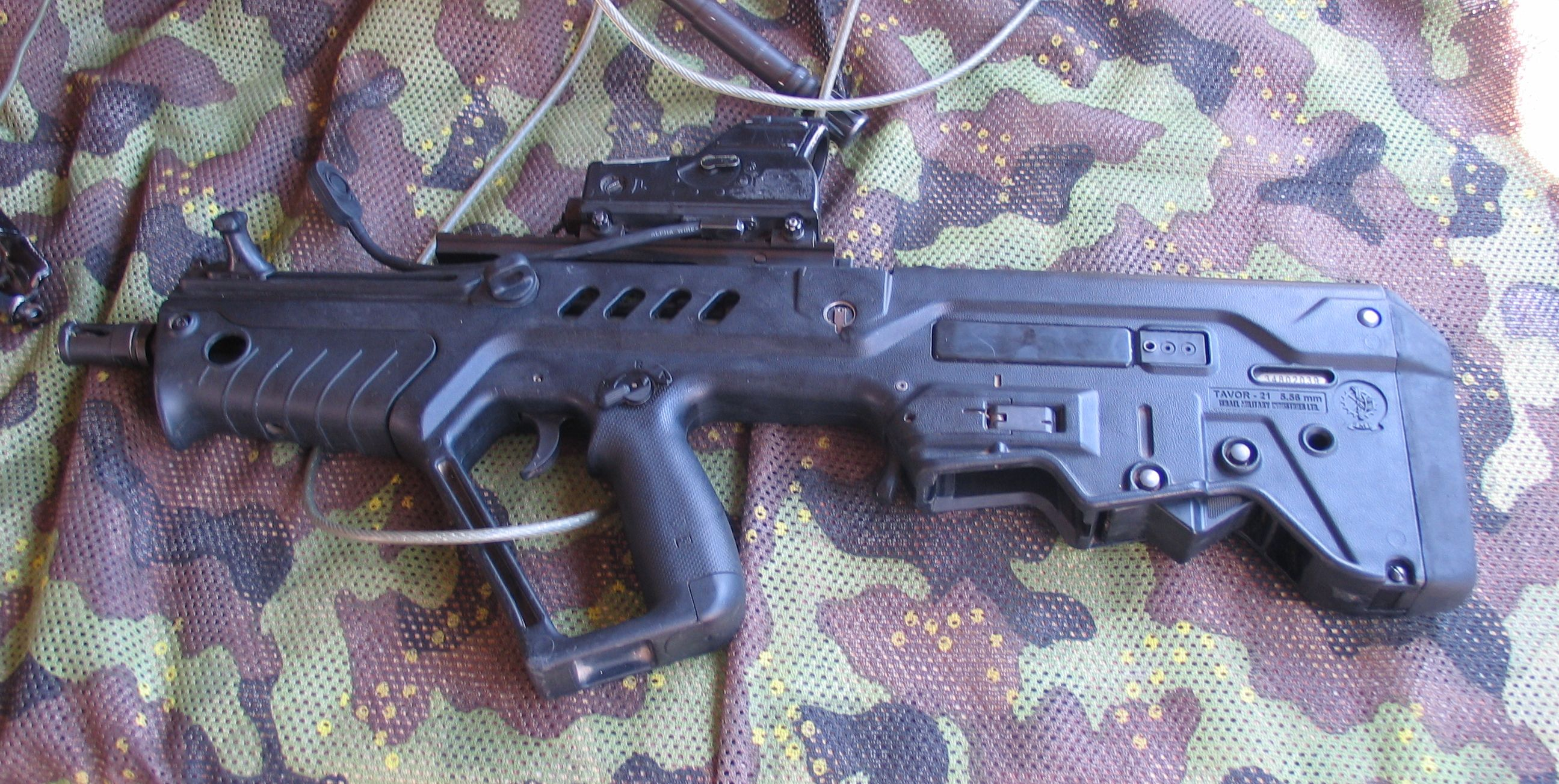
裝上ITL MARS的C.T.A.R. 21
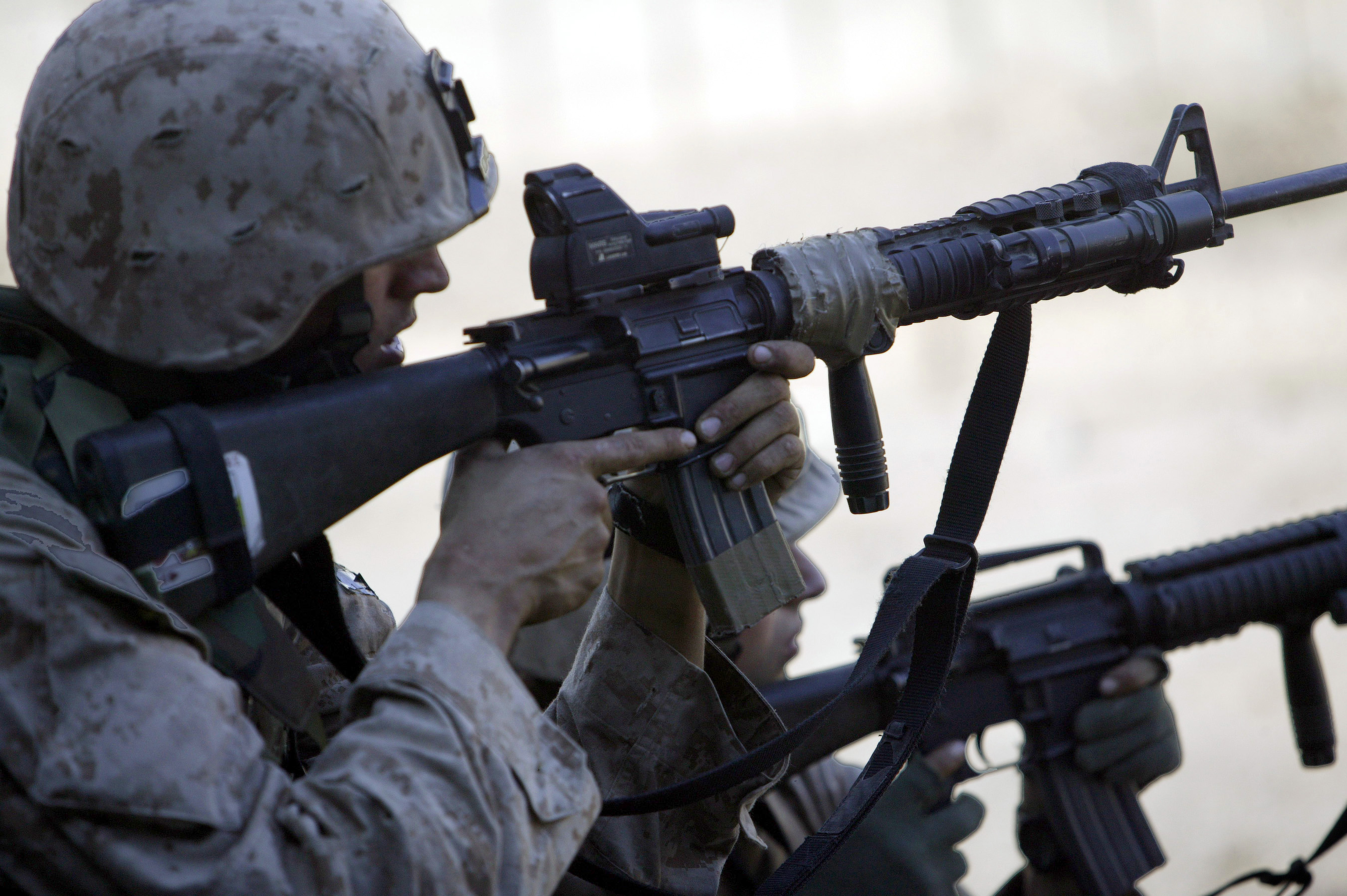
利用MIL-STD-1913式導軌裝上M16A4的ITL MARS（拍攝於伊拉克安巴尔省费卢杰，2004年12月）
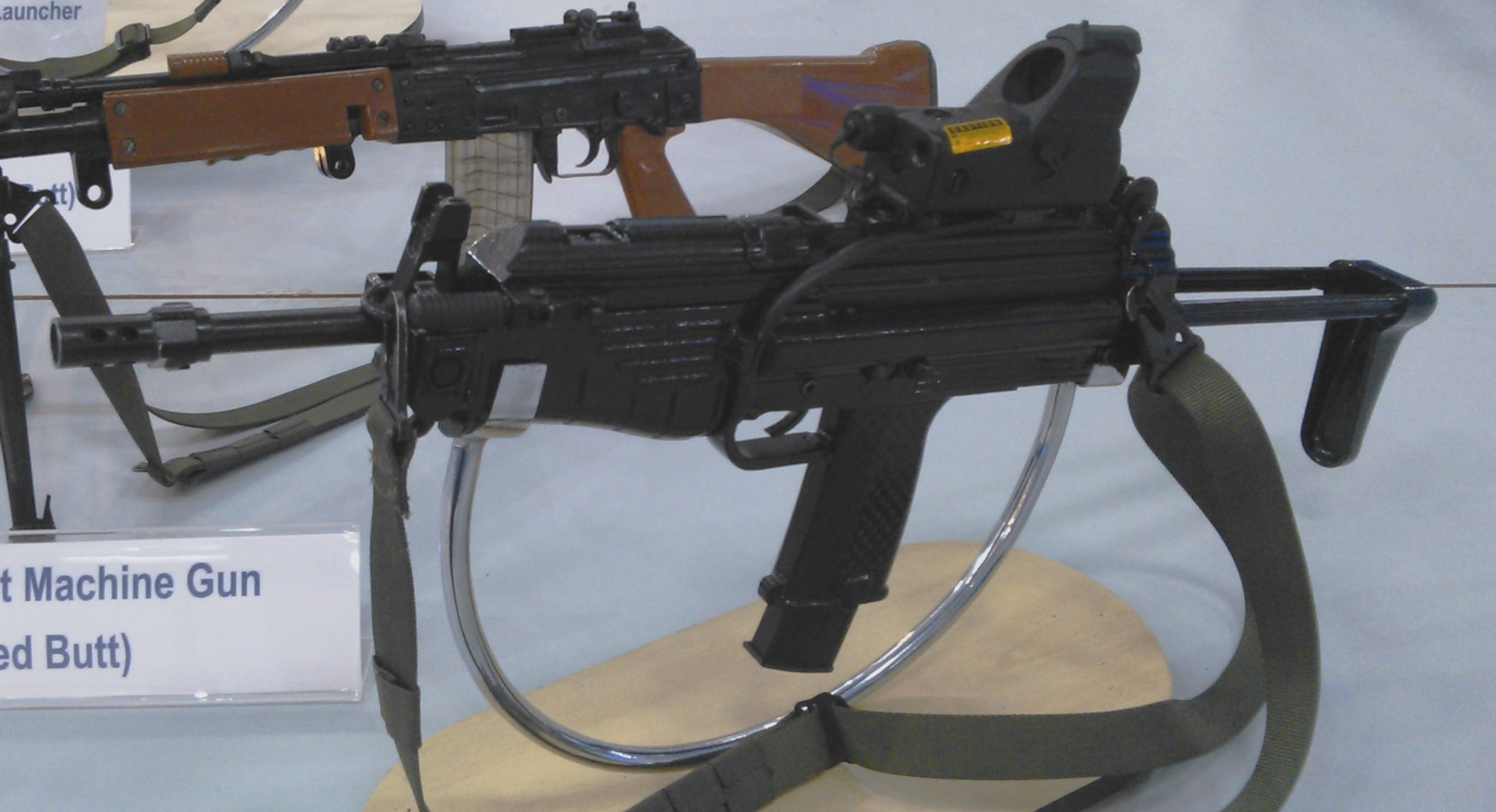
裝上ITL MARS紅點鏡的MSMC展出原型槍

## 使用國
- —特種部隊
- 印度—印度軍隊
- 以色列—以色列國防軍
- —大韓民國海軍特戰戰團
- 乌克兰—烏克蘭軍隊、烏克蘭國民衛隊
- 美国—美國軍隊
- 越南—越南人民軍特種部隊

## 外部連結
- （英文）—ITL Mars brochure
- （简体中文）—D Boy Gun World（槍炮世界）—
  - Tavor 系列突击步枪—配件及附件（页面存档备份，存于）
  - ITL MARS一体化瞄准镜（页面存档备份，存于）